# Список лунных кратеров, Ч
| Кратер         | Латинское название | Диаметр   | Эпоним                                  | Год утверждения МАС |
| -------------- | ------------------ | --------- | --------------------------------------- | ------------------- |
| Чавла          | Chawla             | 14,25 км  | Калпана Чавла (1961—2003)               | 2006                |
| Чан-Нго        | Chang-Ngo          | 2,34 км   | Китайское женское имя                   | 1976                |
| Чан-Хэн        | Chang Heng         | 42,65 км  | Чжан Хэн (78—139)                       | 1970                |
| Чан Ю-Че       | Zhang Yuzhe        | 38 км     | Чан Ю-Че (1902—1986)                    | 2010                |
| Чаллис         | Challis            | 53,21 км  | Джеймс Чэллис (1803—1862)               | 1935                |
| Чандлер        | Chandler           | 88,6 км   | Сет Карло Чандлер (1846—1913)           | 1970                |
| Чант           | Chant              | 33,6 км   | Кларенс Огастес Чант (1865—1956)        | 1970                |
| Чаплыгин       | Chaplygin          | 123,39 км | Сергей Алексеевич Чаплыгин (1869—1942)  | 1970                |
| Чаппелл        | Chappell           | 73,92 км  | Джеймс Чэппел (1891—1964)               | 1970                |
| Чаппи          | Chappe             | 55,79 км  | Жан Шапп д’Отрош (1728—1769)            | 1994                |
| Чаффи          | Chaffee            | 51,75 км  | Роджер Чаффи (1935—1967)                | 1970                |
| Чебышёв        | Chebyshev          | 179,05 км | Пафнутий Львович Чебышёв (1821—1894)    | 1970                |
| Чедвик         | Chadwick           | 29,74 км  | Джеймс Чедвик (1891—1974)               | 1985                |
| Чекко д’Асколи | Cichus             | 39,18 км  | Чекко д’Асколи (1257—1327)              | 1935                |
| Чемберлин      | Chamberlin         | 60,41 км  | Томас Краудер Чемберлин (1843—1928)     | 1970                |
| Чепмен         | Chapman            | 76,83 км  | Сидни Чепмен (1888—1970)                | 1970                |
| Чернышев       | Chernyshev         | 59,31 км  | Николай Гаврилович Чернышев (1906—1963) | 1970                |
| Чин-Те         | Ching-Te           | 3,7 км    | Китайское мужское имя                   | 1976                |
| Чосер          | Chaucer            | 45,48 км  | Джеффри Чосер (ок. 1343—1400)           | 1970                |